# Sandy Point Town

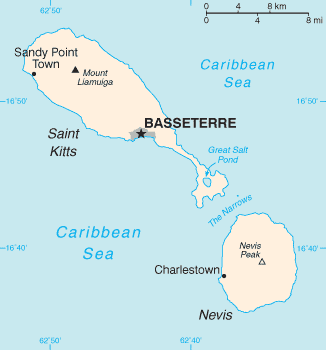
Karte von Saint Kitts and Nevis. Sandy Point Town oben links.

Sandy Point ist die zweitgrößte Stadt auf der Insel Saint Kitts in Saint Kitts and Nevis. Der Ort liegt im Nordwesten der Südküste von St. Kitts und ist der Hauptort des Parish Saint Anne Sandy Point.

## Geographie
Der Ort liegt an der Küste mit der Pump Bay, etwa drei Kilometer westlich des Mount Liamuiga (1156 m, ⊙). Die Küstenstraße verbindet Newcastle mit den Orten Fig Tree und Saint Paul Capisterre (Newton Ground) im Norden, sowie mit New Guinea im Parish Saint Thomas Middle Island im Süden.

## Geschichte
Es heißt, dass der Entdecker Sir Thomas Warner 1623 an dieser Stelle an Land ging. Bald darauf wurde der Ort gegründet und entwickelte sich zu einem wichtigen Handelsplatz auf St. Kitts mit einem der bedeutendsten Häfen. Außerdem war der Ort das Zentrum des Tabakanbaus. Ein Überrest dieser Zeit sind die ehemaligen „Dutch Warehouses“ der Westindien-Kompanie an der Küste, von denen es ehedem mehr als 300 gab. 
Nach 1727 verlagerte sich der Handel nach Basseterre. 1984 wurde nach dem Hurrikan Klaus der Hafen geschlossen.
Ein weiteres Relikt der früheren Bedeutung sind zwei Festungen: die Brimstone Hill Fortress und das Charles Fort. Brimstone Hill war die stärkste Festung der Briten in der Ost-Karibik.

## Wirtschaft
Sandy Point Town ist noch immer ein lokal wichtiges Zentrum mit einer Fabrik für Resolver. Im Ort befinden sich eine Highschool (Sandy Point High School) und das Krankenhaus. Heute spielt auch der Tourismus eine große Rolle. Brimstone Hill ist UNESCO-Weltkulturerbe und der Sandy Point National Marine Park ein beliebtes Ziel für Taucher. Es gibt den Strand Pump Bay mit dunklem Vulkansand und die Riffe Paradise Reef und Anchors Away Reef.

## Religion
Es gibt mehrere Kirchen: Lighthouse Baptist Church, Immanuel Methodist Church, Bethany Gospel Hall, Sacred Heart Church (katholisch), Calvary Baptist Tabernacle.

## Söhne und Töchter der Stadt
- Constance Viola Mitcham (* 1947), Juristin und Politikerin
- Jason Rogers (* 1991), Leichtathlet